# Cursed (album, Morgoth)
Cursed (v angličtině znamená prokletý) je debutní studiové album německé death metalové skupiny Morgoth vydané roku 1991 společností Century Media Records. Skladba Body Count se objevila v dokumentu Stopy krve (angl. Traces of Death).

## Seznam skladeb
1. "Cursed" – 2:05
2. "Body Count" – 3:36
3. "Exit to Temptation" – 6:02
4. "Unreal Imagination" – 3:30
5. "Isolated" – 5:25
6. "Sold Baptism" – 3:40
7. "Suffer Life" – 4:26
8. "Opportunity Is Gone" – 7:21
9. "Darkness" – 3:55 (coververze Warning)

## Sestava
- Marc Grewe - vokály
- Harold Busse - kytara
- Carsten Otterbach - kytara
- Sebastian Swart - basová kytara
- Rüdiger Hennecke - bicí/klávesy